# Torneo de Reserva 1982
El Torneo de Reserva 1982 fue la cuadragésimo segunda edición del certamen organizado por la Asociación del Fútbol Argentino. Participaron un total de 16 equipos, todos participantes de la Primera División 1982.
El torneo se vio afectado por la Guerra de Malvinas, lo que llevó a la extensión de la disputa del mismo hasta enero de 1983. También fue el primer torneo en el profesionalismo en el que no participó San Lorenzo de Almagro, debido al descenso del equipo en Primera División.
El certamen consagró campeón por tercera vez en su historia a Estudiantes de La Plata, tras vencer por 2 a 1 a River Plate en la última fecha.

## Equipos
De los 19 equipos, participaron 16 en esta edición ya que Talleres de Córdoba, Instituto de Córdoba y Racing de Córdoba desistieron:
| Equipo                  | Ciudad       |
| ----------------------- | ------------ |
| Argentinos Juniors      | Buenos Aires |
| Boca Juniors            | Buenos Aires |
| Estudiantes de La Plata | La Plata     |
| Ferro Carril Oeste      | Buenos Aires |
| Huracán                 | Buenos Aires |
| Independiente           | Avellaneda   |
| Newell's Old Boys       | Rosario      |
| Nueva Chicago           | Buenos Aires |
| Platense                | Florida      |
| Quilmes                 | Quilmes      |
| Racing                  | Avellaneda   |
| River Plate             | Buenos Aires |
| Rosario Central         | Rosario      |
| Sarmiento               | Junín        |
| Unión                   | Santa Fe     |
| Vélez Sarsfield         | Buenos Aires |

### Distribución geográfica de los equipos
| Región                                   | Cant. | Equipos |
| ---------------------------------------- | ----- | --- |
| Ciudad de Buenos Aires                   | 7     | Argentinos Juniors, Boca Juniors, Ferro Carril Oeste, Huracán, Nueva Chicago, River Plate y Vélez Sarsfield |
| Conurbano bonaerense                     | 4     | Independiente, Platense, Quilmes y Racing                                                                   |
| Provincia de Santa Fe                    | 3     | Newell's Old Boys, Rosario Central y Unión                                                                  |
| Ciudad de La Plata                       | 1     | Estudiantes de La Plata                                                                                     |
| Interior de la provincia de Buenos Aires | 1     | Sarmiento                                                                                                   |

## Sistema de disputa
Se llevó a cabo en dos ruedas, por el sistema de todos contra todos, invirtiendo la localía. La tabla final de posiciones del torneo se estableció por acumulación de puntos. En caso de igualdad en puntos en el primer puesto, se disputó un partido desempate. El ganador se consagró campeón.

## Tabla de posiciones
| Pos. | Equipo                  | Pts. | J  | DG  | GF |
| ---- | ----------------------- | ---- | -- | --- | -- |
| 1.°  | Estudiantes de La Plata | 50   | 30 | 46  | 70 |
| 2.°  | Ferro Carril Oeste      | 41   | 29 | 38  | 67 |
| 3.°  | Argentinos Juniors      | 41   | 30 | 15  | 46 |
| 4.°  | Rosario Central         | 38   | 30 | 25  | 55 |
| 5.°  | Newell's Old Boys       | 33   | 30 | 18  | 44 |
| 6.°  | River Plate             | 33   | 30 | 9   | 53 |
| 7.°  | Boca Juniors            | 30   | 30 | 9   | 42 |
| 8.°  | Independiente           | 29   | 30 | 12  | 48 |
| 9.°  | Vélez Sarsfield         | 28   | 28 | -7  | 30 |
| 10.° | Unión                   | 27   | 30 | 7   | 35 |
| 11.° | Nueva Chicago           | 23   | 29 | -13 | 38 |
| 12.° | Racing                  | 22   | 30 | -18 | 37 |
| 13.° | Quilmes                 | 17   | 30 | -23 | 31 |
| 14.° | Platense                | 17   | 30 | -30 | 24 |
| 15.° | Huracán                 | 16   | 30 | -31 | 25 |
| 16.° | Sarmiento               | 3    | 30 | -57 | 13 |

|  | Campeón. |

|                                             |
|                                             |
| Campeón Estudiantes de La Plata 3.er título |